# Eddie Aikau
Edward „Eddie“ Ryon Makuahanai Aikau (* 4. Mai 1946, Kahului, Hawaii; † 17. März 1978 auf See) war ein hawaiischer Lifeguard und Surfer. Als erster Rettungsschwimmer von Waimea Bay auf der Insel Oʻahu rettete er mehr als fünfhundert Menschen das Leben und erwarb sich einen Ruf für „surfing the big Hawaiian surf“ (Surfen auf besonders großen Wellen). Er gewann mehrere Wettbewerbe; unter anderem den Duke Kahanamoku Invitational Surfing Championship 1977.

## Name
Makua Hanai in Eddie Aikaus vollem Namen bedeuten „Ernährender (fütternder) Elternteil“, in der Bedeutung Adoptiv- oder Pflegeeltern.

## Leben

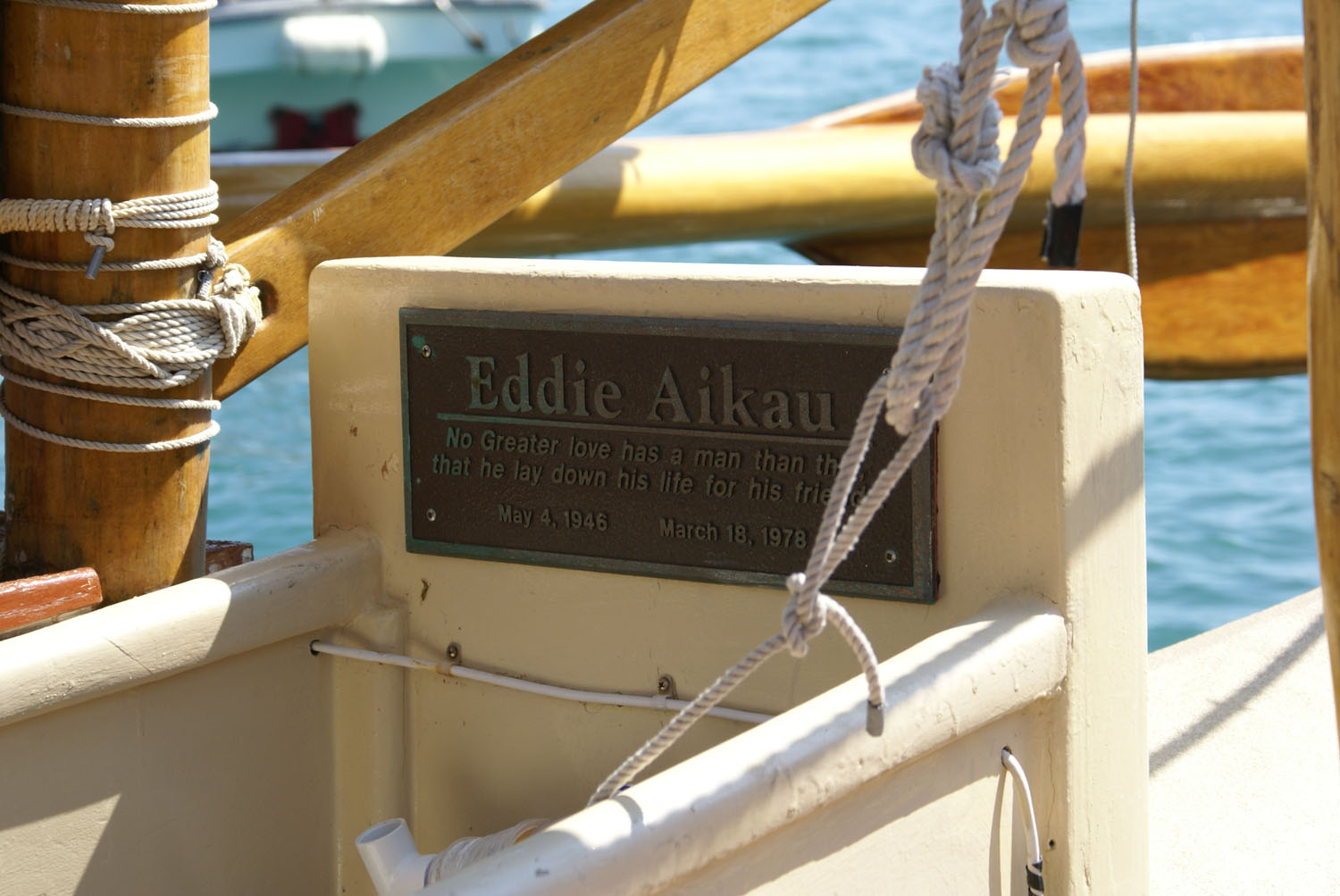
Gedenktafel auf der ōHkūleʻa

Eddie Aikau wurde in Kahului in Hawaii als drittes Kind von Solomon und Henrietta Aikau geboren. Er war ein Nachfahre von Hewahewa, dem Kahuna nui (Priester) von König Kamehameha I. und seinem Nachfolger Kamehameha II. Aikau machte seine ersten Erfahrungen mit dem Surfen in der Brandung von Kahului Harbor. Mit seiner Familie zog er 1959 nach Oʻahu und mit 16 Jahren verließ er die Schule und begann in der Dole Pineapple Cannery (Ananaskonservenfabrik) zu arbeiten. Mit dem ersten Gehalt kaufte er sich sein erstes eigenes Surfbrett. 1968 übernahm er die erste Rettungsschwimmerstelle der City & County of Honolulu an der Nordküste. Die Arbeitsbeschreibung sah vor, dass Aikau alle Strände zwischen Pūpūkea (Sunset) und Haleʻiwa betreuen sollte. Nicht ein Leben ging verloren, solange er als Rettungsschwimmer in Waimea Bay arbeitete, da er selbst Wellen mit einer Höhe von 10 m (30 ft) und mehr nicht scheute. 1971 wurde Aikau als „Lifeguard of the Year“ ausgezeichnet.

### Verschollen
1978 führte die Polynesian Voyaging Society zum wiederholten Mal eine Forschungsreise auf einer alten polynesischen Wanderungsroute zwischen den Inseln von Hawaii und den Inseln Tahitis durch. Für die dreißig tägige, 2500 Meilen (4000 km) lange Fahrt suchte die Gesellschaft Freiwillige und Aikau heuerte als Crew-Mitglied an. Das Forschungsschiff Hōkūleʻa verließ die Inseln von Hawaii am 16. März 1978. Das Doppelrumpf-Kanu schlug Leck in einem der Rümpfe und kenterte etwa zwölf Meilen südlich der Insel Molokaʻi. Aikau versuchte Hilfe zu holen und paddelte mit seinem Surfbrett Richtung Lānaʻi. Der Rest der Crew wurde später von dem Kutter Cape Corwin der United States Coast Guard gerettet, aber Aikau wurde nie wieder gesehen. Er hatte seine Rettungsweste abgelegt, da sie ihn beim Paddeln behinderte. Die folgende Suche war die größte Luft-Suche der hawaiischen Geschichte.

## Surfwettbewerb The Eddie

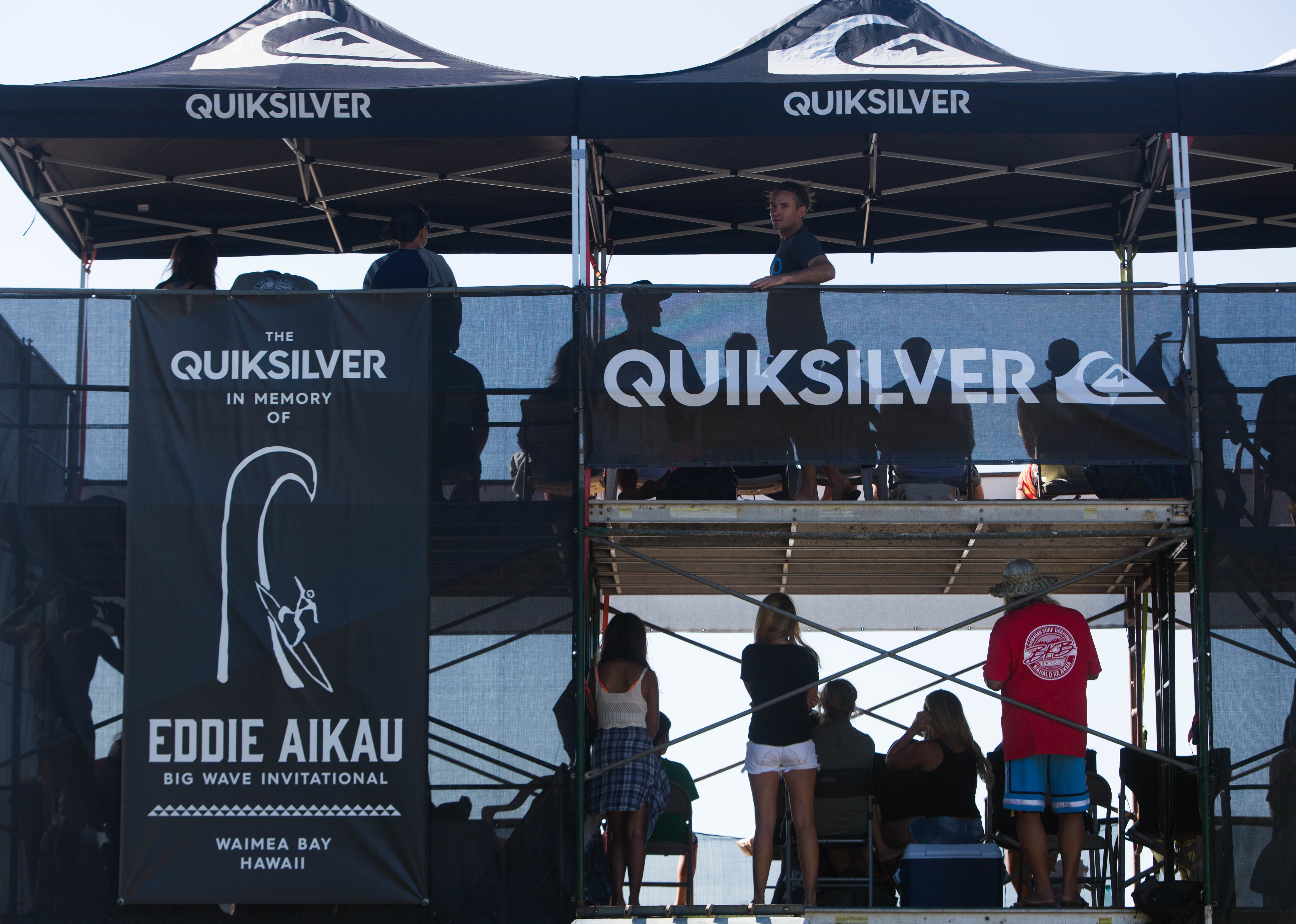
Eddie Aikau Big Wave Invitational Surf Contest 2016

Zu Ehren von Aikau hat die Surf-Bekleidungsfirma Quiksilver bis 2016 den Einladungswettbewerb „The Eddie“ in Waimea Bay 30 Jahre lang gesponsert.
Seit der Erstaustragung am Sunset Beach 1985 hat Eddie Aikaus jüngerer Bruder Clyde Aikau einmal den Wettbewerb gewonnen, als der „Eddie“ 1987 das erste Mal in Waimea Bay ausgetragen wurde. Der Wettbewerb fand dagegen erst neunmal statt, aufgrund der Vorbedingung, dass die Dünung im Meer mindestens 20 Fuß (6 m) betragen soll, was eine Wellenhöhe von 10 m (30 Fuß) auslöst. Im Februar 2016 erreichten die Wellen 30 bis 50 Fuß(15 m). Zum Wettbewerb werden nur 28 Big-Wave-Surfer zu zwei Wettkampfrunden eingeladen. Es ist nicht erlaubt, die Surfer mit Jet-Skis in die Welle zu ziehen (Tow-in surfing).

## In der Populärkultur
In den 1980ern verbreiteten sich Aufkleber und T-Shirts mit dem Slogan „Eddie Would Go“, zunächst auf den Hawaii-Inseln und von dort um die ganze Welt. Der Marinehistoriker Mac Simpson schreibt:

“Aikau was a legend on the North Shore, pulling people out of waves that no one else would dare to. That’s where the saying came from – Eddie would go, when no one else would or could. Only Eddie dared.”

„Aikau war eine Legende an der North Shore, er zog Leute aus Wellen heraus, in die sich sonst niemand trauen würde. Daher stammt auch das Sprichwort – Eddie ging, wenn sich niemand sonst traute oder konnte. Nur Eddie wagte es.“

Der Slogan entstand während des ersten „Eddie Contest“. Die Wellen waren hoch und die Bedingungen extrem gefährlich. Während die Organisatoren diskutierten, ob der Wettbewerb stattfinden könne, kommentierte der Surfer Mark Foo „Eddie would go“. Die Phrase blieb und der „Eddie“ lief.
Eine weitere Variante ist „Eddie wouldn't tow“. Dies bezieht sich auf die Angewohnheit mancher Big-Wave-Surfer, einander mit Jet-Skis in eine große Welle zu ziehen. Die Phrase brandmarkt die „Unnatürlichkeit“ des sogenannten Tow-in surfing; viele Surfer halten das Abschleppen für unsportlich.

### Weitere Varianten
- „Eddie would throw“ – für die Pass-Attacke der University of Hawaii (Colt Brennan und Timmy Chang unter Trainer June Jones)
- „Eddie wouldn’t crow“ – gegen Angeber und Egoisten
- „Eddie would hoe“ – in Unterstützung des „Native Hawaiian Agricultural Outreach Programs“
- „Eddie would ride“ als Werbeslogan für die Wahlkampagne für die Skyline (Honolulu).

### Musik und Fernsehen
Die Band Full Service aus Austin, Texas nahm einen Song über Eddie Aikau auf mit dem Titel In a Rescue auf dem Album Recess von 2006.
Sam George, ein ehemaliger Profi-Surfer, gestaltete eine Dokumentation über Aikau mit dem Titel Hawaiian: The Legend of Eddie Aikau. Sie wurde auf ESPN am 1. Oktober 2013 erstausgestrahlt.
Auch in der Comedy-Serie Drunk History von Kurt Braunohler wurde in einer Folge, die sich mit hawaiischer Folklore beschäftigte, die Geschichte aufgegriffen (12. August 2014).